# دونالد كول (كرة سلة)
دونالد كول (بالإنجليزية: Donald Cole)‏ مواليد 6 سبتمبر 1981 في بورت أرثر، هو لاعب كرة سلة أمريكي. بدأ مسيرته الاحترافية في سنة 2003. يبلغ طوله 6 قدم 9 بوصة (2.1 م).

## المسيرة الاحترافية
لعب مع شوليه باسكت في الدوري الفرنسي في موسم 2003–2004، ثم لعب مع شارني سووبسك في سنة 2004، ثم لعب مع غلاسكو روكز في موسم 2004–2005، ثم لعب مع هارلم غلوبتروترز في موسم 2005–2006، ثم لعب مع الحكمة اللبناني في سنة 2011.

## روابط خارجية
- دونالد كول على موقع كرة السلة الأوروبية.كوم (الإنجليزية)
- دونالد كول على موقع كلية كرة السلة في سبورتس رفرنس.كوم (الإنجليزية)
- دونالد كول على موقع ريلجم (الإنجليزية)
- دونالد كول على موقع بروبوليرز (الإنجليزية)